# فایروال: انسان علیه ماشین
بازی "فایروال: انسان علیه ماشین" (به انگلیسی: FIREWALL: Man vs. Machine) در سال ۱۹۹۶ توسط شرکت «ویژناری مدیا» تولید و به وسیله شرکت نرم‌افزاری "ویزارد ورکز" برای سیستم عامل داس منتشر شد. یک نسخه از این بازی نیز برای کنسول ۳دی‌او و به وسیلهٔ "ال‌جی سافت ویر" در کشور کره جنوبی در همان سال انتشار یافت.

## خلاصه داستان
داستان بازی در آینده تکنولوژیک بشر اتفاق می‌افتد، یک سوپر کامپیوتر به نام MiraCom کنترل یک شرکت چندملیتی رو به دست می‌گیرد، در حالی که تا قبل از آن کنترل شرکت در دست گردانندگان انسانی بود. انسان‌ها بعد از فهمیدن این موضوع علیه سوپر کامپیوتر موضع می‌گیرند و سعی در نابودی اش می‌کنند. MiraCom انسان‌ها را تهدید می‌کند که در صورتی که تسلیم نشوند اقدام به نابودی شهر پاریس می‌کند...

## گیم پلی
داستان بازی در مورد یک دانشمند به نام Blue Arrow است که توانایی خلبانی جنگنده را نیز دارد. بازی دارای ۱۱ مرحله است و قهرمان داستان وظیفه هدایت سفینه جنگنده خود را از میان مراحل دارد. برای رسیدن به هدف نهایی قهرمان داستان باید با نابودی دیوار آتشینی که MiraCom ایجاد کرده به محل استقرار این سوپر کامپیوتر رسیده و آن را نابود کند.
گیم پلی بازی به صورت شوتم آپ می‌باشد که در یازده مرحله و در محیط‌های سه بعدی شکل می‌گیرد. بعضی از مراحل به صورت دید اول شخص طراحی شده‌اند که البته دارای قدرت تیراندازی محدود هستند. مراحلی هم که به صورت دید سوم شخص طراحی شده‌اند، از نظر وسعت دید برای شلیک به دشمنان بسیار بهتر از مراحل اول شخص بازی است.
گرافیک بازی با استفاده از تکنولوژی نوپای اواخر دهه ۸۰ و اوایل دهه ۹۰ میلادی به صورت سه بعدی بود. کات سین‌های میان گیم پلی بازی به صورت «فول موشن» بود. در این شیوه با استفاده از شخصیت‌های واقعی انسانی به جای مدل‌های طراحی شده توسط کامپیوتر، نمایش بصری کات سین‌های بازی بسیار شبیه فیلم‌ها می‌گردید.